# Epiplema bilineata
Epiplema bilineata är en fjärilsart som beskrevs av Paul Dognin 1910. Epiplema bilineata ingår i släktet Epiplema och familjen Uraniidae. Inga underarter finns listade i Catalogue of Life.